# 古代ギリシャ・ローマ世界

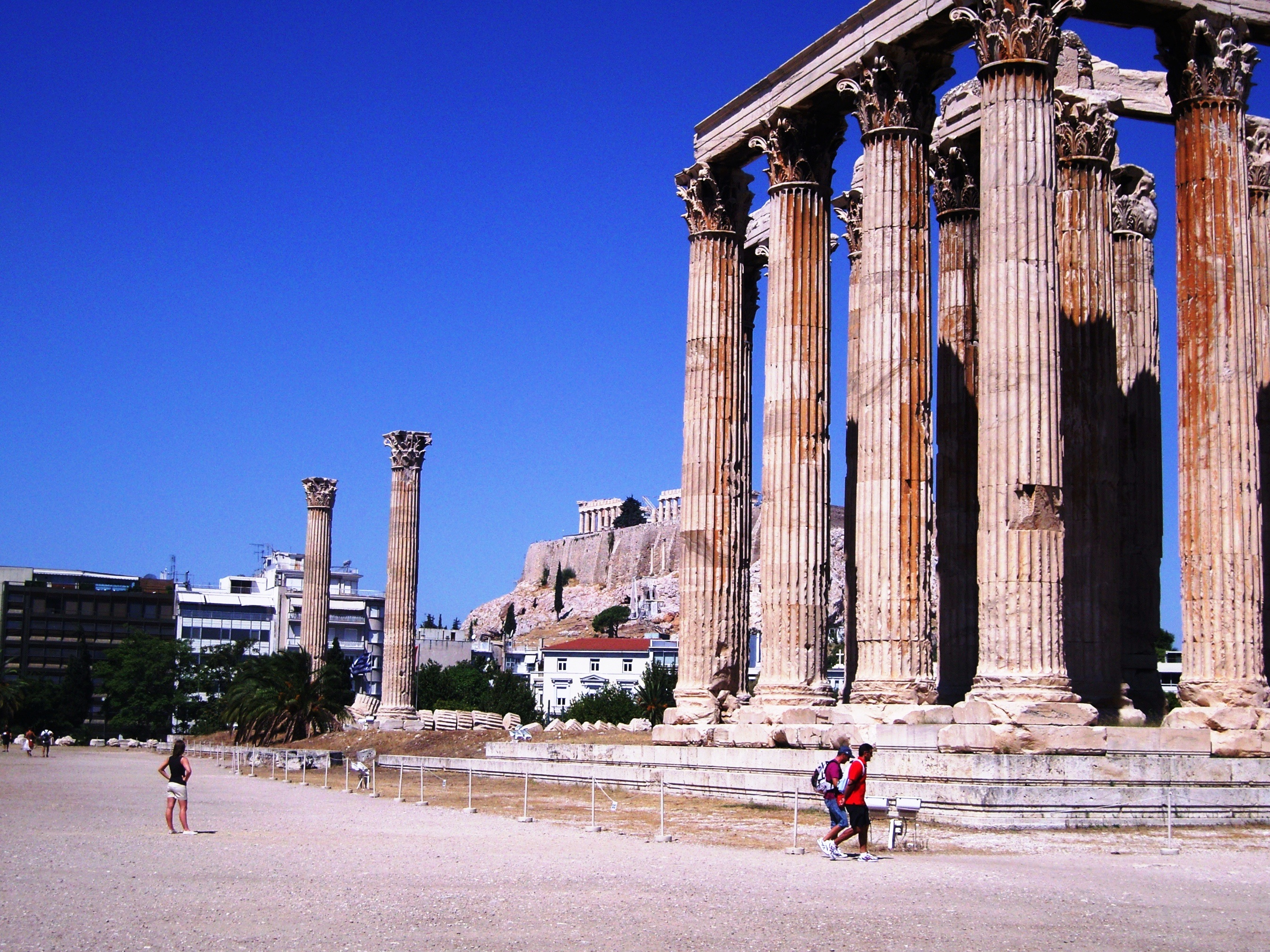
アテネのゼウス神殿。建設は紀元前6世紀のアテネの専制君主により始まり、紀元2世紀のローマ皇帝ハドリアヌスにより完成した。

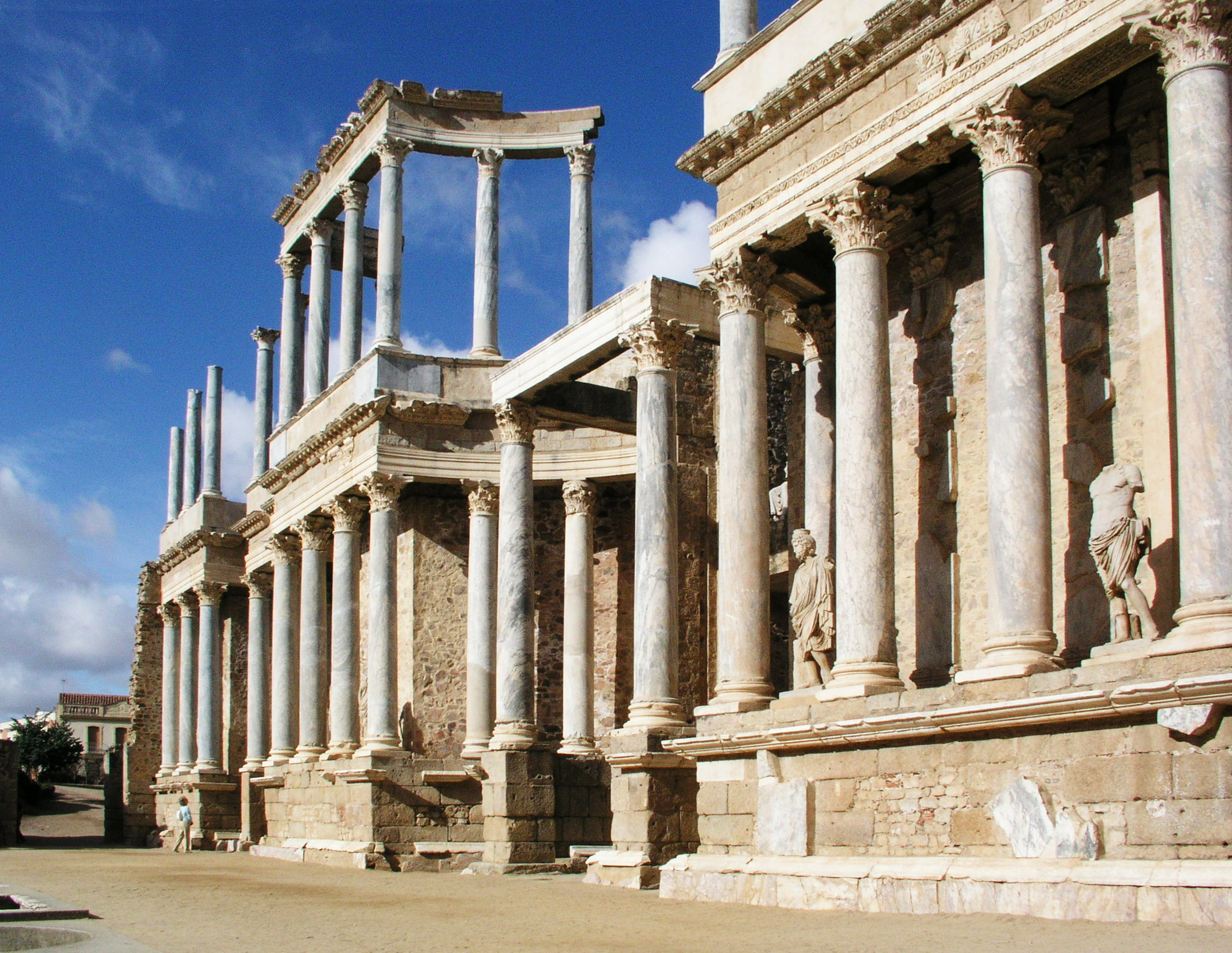
スペイン・メリダのローマ劇場

古代ギリシャ・ローマ世界（Greco-Roman world）あるいは古代ギリシャ・ローマ文化（Greco-Roman culture）、グレコローマン（Greco-Roman：イギリスやイギリス連邦ではGraeco-Romanと綴る）という言葉は、現代の学者や作家が形容詞として用いる場合、文化的に（かつ歴史的に）直接長期に深く古代ギリシアや古代ローマの言語や文化、政治、宗教から影響を受けたこの地理上の地域や国を指す。古典古代としても更に良く知られている。的確な言葉として、この地域は「地中海世界」や地中海盆地や黒海盆地を中心とした土地の広大な地域、ギリシャ人やローマ人の「プールとスパ」、例えばそこでこの人々の文化認識や思想、感受性が支配的な場所とされている。
この作用は東地中海の知的文化や商業の言語としてのギリシア語や特に西地中海における公企業や法廷における弁護のための言語としてのラテン語が広範に採用されたことにより助けられた。
ギリシャ語やラテン語は、帝国の人口の大多数を占める農村の農民の母語には決してならなかったが、マケドニア居留地やローマの植民地の外側の広大な領域や人口の中に暮らす人々にとっての訛りが強かったり雑多な方言に過ぎない場合でさえ、都市的地域やコスモポリタンエリートの言語であり、リングワ・フランカであった。民族的血統にもかかわらず著名で業績を上げたローマ市民は全てそれぞれフェニキアに出自のあるローマの裁判官で帝国の高官ドミティウス・ウルピアーヌスや古代ギリシャ・エジプトに出自のある数学者で地理学者のクラウディオス・プトレマイオス、シリア人やベルベル人に出自のある有名なコンスタンティヌス帝以後の哲学者金口イオアンとアウグスティヌスのようにギリシャ語やラテン語を話したり書き、ユダヤ人に出自のある歴史家フラウィウス・ヨセフスは、ギリシャ語を話し書いた。

## 古代ギリシャ・ローマ世界の中心部と領土

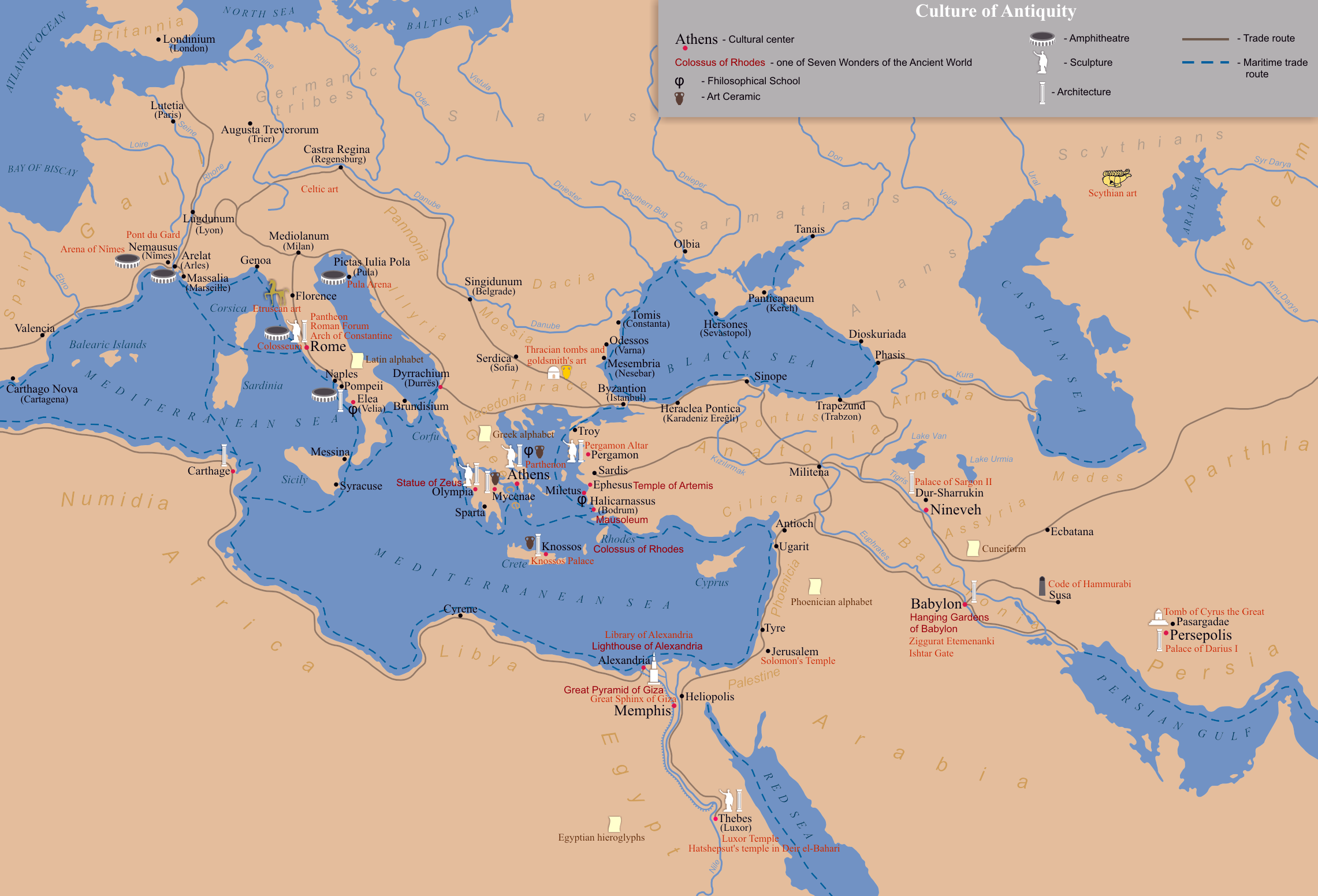
ギリシャを中心とした古代世界の地図

上記の定義に基づき、古代ギリシャ・ローマ世界の中心部がイタリア半島やギリシャ、キプロス、イベリア半島、アナトリア半島（現在のトルコ）、ガリア（現在のフランス）、歴史的シリア（現在のイスラエルや中部シリア及び北部シリア、レバノン、パレスチナ国のレバント諸国）、エジプト、アフリカ属州（現在のチュニジアや東アルジェリア、西リビアに一致する）であったことは、確信を持って断言できる。この世界の周辺部を占領したのは、所謂「ゲルマニア」（現在のオーストリアとスイスのアルペン諸州やマイン川やライン川、ドナウ川にかかる地域であるアグリデキュメイト）、イリュリクム（現在の北アルバニアやモンテネグロ、ボスニア・ヘルツェゴビナ、クロアチアの沿岸部）、マケドニア、トラキア（現在の南ブルガリアや東北ギリシャ、トルコの欧州地方に一致する）、モエシア（概ね現在の中部セルビアやコソボ、北マケドニア、北ブルガリア、北ドブルジャに一致する）、パンノニア（現在の西ハンガリーやブルゲンラント州のオーストリアレンダー、東スロベニア、北セルビアに一致する）であった。
ダキア（概ね現在のルーマニアやモルダヴィアに一致する）やマウレタニア（現在のモロッコや西アルジェリア、北モーリタニアに一致する）、ヨルダン、南シリアとエジプトのシナイ半島、タウリクチェルソネスス（現在のクリミア半島とウクライナ沿岸）も含まれた。
古代ギリシャ・ローマ世界には東に一定の相互作用があった別のペルシャという「世界」や帝国があった（クセノポン、アナバシス、マラトンの戦いやサラミスの海戦が有名なペルシア戦争、アイスキュロスによるギリシャ悲劇「ペルシア人」、アレクサンドロス3世のペルシャ皇帝ダレイオス3世撃退とペルシャ帝国征服、グナエウス・ポンペイウスやペルシャ軍に戦場で敗れ打ち首にされた（奴隷将軍スパルタクスの勝利者）マルクス・リキニウス・クラッススのように後生のローマ将軍の苦境（参照：アッピアン「内戦」））。

## 文化
芸術や哲学、修辞学の流派において教育の基礎はギリシャ人やローマ人の支配する土地を通じて伝えられた。「古代ギリシャ・ローマ」時代全体を通じて教育を受けた階級には文字の借用や影響の証拠は相互の知識のマントルの圧倒的な証明である。例えばヘルクラネウムのローマ人村で発見された数百冊のパピルスは、ギリシャ語で書かれている。マルクス・トゥッリウス・キケロやガイウス・ユリウス・カエサルの生涯からローマ人はギリシャの学校に良く通っていたことが知られている。
ギリシア語とラテン語の双方でアウグストゥスの不朽の賛美神君アウグストゥスの業績録の受け入れは、共通の文化の二元的な媒体にとっての公式の承認の証明である。プルタルコスが書いた「対比列伝」におけるローマの伝説と歴史の概観に精通していることは、当時有名なラテン人とヘレナ人の教養と同義であった。教育を受けた殆どのローマ人は、ギリシャ語とラテン語の両方が話せたようである。

## 建築
「古代ギリシャ・ローマの」建築は、古代ギリシャで創造された法則と様式を継承するローマ世界の建築である。この時代の最も代表的な建物は、神殿であった。この様式を代表する他に顕著な構造にローマ元老院のような政府の建物やコロッセオのような文化施設があった。古典ギリシャの神殿に用いられた円柱の三大様式は、ドーリア式とイオニア式、コリント式であった。パルテノン神殿のすぐ近くにあるエレクテイオンがイオニア式である一方でドーリア式建築の例にアテネのパルテノン神殿やヘーパイストス神殿がある。

## 政治
ローマ人は統治下の人民である個人がローマ市民権を得られるようにし、時に全域で市民権を与えることになり、従って「ローマ人」は更に民族的な要素が薄まり更に政治的称号となった。
紀元212年までにアントニヌス勅令として知られるカラカラの勅令と共に、帝国の自由民は全て市民となった。その結果、西ローマ帝国の没落後でさえ帝国に留まった人々は、ギリシャ語が帝国の主要な言語になってもローマ人を自称し続けた。ロマイオイはオスマン帝国時代や現代においてさえ自称し続けている言葉である（ギリシャ人は次の後継者の独立や国土の決定的で回復できない中世ギリシャの国土の混乱である第4回十字軍まで異教徒の（キリスト教徒以外の）ギリシャ人を表し、遂にはギリシャ民族主義の典型に繋がっていた）。